# Escrita mongol tradicional
A escrita mongol tradicional (em escrita mongol: ᠮᠣᠩᠭᠣᠯ ᠪᠢᠴᠢᠭ,  transl. Qudum Mongγol bičig; em cirílico: khalkha: Худам Монгол бичиг, transl. Khudam Mongol bichig, buriata: Худам Монгол бэшэг, transl. Khudam Mongol besheg, calmuca: Хуудм Моңһл бичг, trans. Huudm Moñḥl bichg) foi o primeiro sistema de escrita criado especificamente para o idioma mongol, e foi o mais difundido até a introdução do cirílico em 1946.
É tradicionalmente escrito em linhas verticais. Derivado do alfabeto uigur antigo, o mongol é um verdadeiro alfabeto, com letras separadas para consoantes e vogais. A escrita mongol foi adaptada para escrever idiomas como Oirata e Manchu. Alfabetos baseados neste script vertical clássico são usados na Mongólia interior e outras partes da China até hoje para escrever mongol, Xibe e experimentalmente, Evenki.
Os sistemas operacionais de computador demoraram a adotar o suporte para a escrita mongol e quase todos têm suporte incompleto ou outras dificuldades de renderização de texto.

## Letras
| Transliteração | Transliteração | IPA                   | IPA                   | forma contextual | forma contextual | forma contextual | Letras |
| Latina         | Cirílica       | Khalkha               | Chakhar               | Final            | Medial           | Inicial          | Letras |
| -------------- | -------------- | --------------------- | --------------------- | ---------------- | ---------------- | ---------------- | ------ |
| a              | а              | /a/                   | /ɑ/                   | ᠊ᠠ               | ᠊ᠠ᠊              | ᠠ᠊               | ᠠ      |
| e              | э              | /ə/                   | /ə/                   | ᠊ᠡ               | ᠊ᠡ᠊              | ᠡ᠊               | ᠡ      |
| i              | и              | /i/                   | /i/ ou /ɪ/            | ᠊ᠢ               | ᠊ᠢ᠊              | ᠢ᠊               | ᠢ      |
| o              | о              | /ɔ/                   | /ɔ/                   | ᠊ᠣ               | ᠊ᠣ᠊              | ᠣ᠊               | ᠣ      |
| u              | у              | /ʊ/                   | /ʊ/                   | ᠊ᠤ               | ᠊ᠤ᠊              | ᠤ᠊               | ᠤ      |
| ö              | ө              | /ɵ/                   | /o/                   | ᠊ᠥ               | ᠊ᠥ᠊              | ᠥ᠊               | ᠥ      |
| ü              | ү              | /u/                   | /u/                   | ᠊ᠦ               | ᠊ᠦ᠊              | ᠦ᠊               | ᠦ      |
|                |                |                       |                       |                  |                  |                  |        |
| n              | н              | /n/                   | /n/                   | ᠊ᠨ               | ᠊ᠨ᠊              | ᠨ᠊               | ᠨ      |
| ng             | нг             | /ŋ/                   | /ŋ/                   | ᠊ᠩ               | ᠊ᠩ᠊              | ᠩ᠊               | ᠩ      |
| b              | б              | /p/ e /w/             | /b/                   | ᠊ᠪ               | ᠊ᠪ᠊              | ᠪ᠊               | ᠪ      |
| p              | п              | /pʰ/                  | /p/                   | ᠊ᠫ               | ᠊ᠫ᠊              | ᠫ᠊               | ᠫ      |
| q              | х              | /x/                   | /x/                   | ᠊ᠬ               | ᠊ᠬ᠊              | ᠬ᠊               | ᠬ      |
| γ              | г              | /ɢ/                   | /ɣ/                   | ᠊ᠭ               | ᠊ᠭ᠊              | ᠭ᠊               | ᠭ      |
| m              | м              | /m/                   | /m/                   | ᠊ᠮ               | ᠊ᠮ᠊              | ᠮ᠊               | ᠮ      |
| l              | л              | /ɮ/                   | /l/                   | ᠊ᠯ               | ᠊ᠯ᠊              | ᠯ᠊               | ᠯ      |
| s              | с              | /s/ ou /ʃ/ antes de i | /s/ ou /ʃ/ antes de i | ᠊ᠰ               | ᠊ᠰ᠊              | ᠰ᠊               | ᠰ      |
| š              | ш              | /ʃ/                   | /ʃ/                   | ᠊ᠱ               | ᠊ᠱ᠊              | ᠱ᠊               | ᠱ      |
| t              | т              | /t/                   | /t/                   | ᠊ᠲ               | ᠊ᠲ᠊              | ᠲ᠊               | ᠲ      |
| d              | д              | /t/ e /tʰ/            | /d/                   | ᠊ᠳ               | ᠊ᠳ᠊              | ᠳ᠊               | ᠳ      |
| č              | ч              | /t͡ʃʰ/ e /t͡sʰ/         | /t͡ʃ/                  | ᠊ᠴ               | ᠊ᠴ᠊              | ᠴ᠊               | ᠴ      |
| ǰ              | ж              | /d͡ʒ/ e d͡z             | /d͡ʒ/                  | ᠊ᠵ               | ᠊ᠵ᠊              | ᠵ᠊               | ᠵ      |
| y              | й              | /j/                   | /j/                   | ᠊ᠶ               | ᠊ᠶ᠊              | ᠶ᠊               | ᠶ      |
| r              | р              | /r/                   | /r/                   | ᠊ᠷ               | ᠊ᠷ᠊              | ᠷ᠊               | ᠷ      |